# Stazione di Forenza
La stazione di Forenza è una stazione ferroviaria posta sulla linea Foggia-Potenza; sita nel territorio comunale di Filiano e precisamente nella frazione di Scalera. Prende nome dal paese di Forenza, che dista 18 km.

## Strutture e impianti
La stazione dispone di un fabbricato viaggiatori, che ospita la sala d'attesa.
È dotata di due binari passanti utilizzati per il servizio viaggiatori.

## Movimento
Nella stazione fermano tutti i treni regionali per Foggia, Potenza e Melfi.

## Servizi
La stazione non dispone di alcun servizio di base.

## Interscambi
- Fermata autobus